# Al·legoria de la vila de Madrid
Al·legoria de la vila de Madrid és una pintura a l'oli, obra de Francisco de Goya. Va ser pintat el 1809, quan la capital estava ocupada pels francesos.
El quadre exhibia en un oval gran el quadre de Josep I, germà de Napoleó. Després de la batalla dels Arapiles, l'exèrcit francès va abandonar la capital i l'ajuntament va decidir d'esborrar la figura del sobirà francès per incloure en lloc seu la paraula «Constitució». Però, mesos més tard, Josep I va tornar a Madrid i Goya va haver de pintar novament el retrat del més gran dels Bonaparte. En finalitzar la guerra, la Carta Magna va ser abolida i els responsables municipals de Madrid van encarregar a Goya que inclogués el rei Ferran VII al quadre. El pintor aragonès va fer un retrat tan abominable del monarca absolutista que, el 1826, es va encarregar a un altre pintor que refés el retrat del rei. El 1843 va ser esborrat per substituir-ho per un dibuix del llibre de La Constitució de Cadis («La Pepa»). El 1873, ja destronada Isabel II d'Espanya, l'alcalde de Madrid, el liberal Marquès de Sardoal, va ordenar que esborressin les repintades anteriors i que es posés al quadre un rètol al·lusiu al «Dos de maig», segons va dir el mateix alcalde, «per ser un fet històric genèric no està subjecte a les opinions canviants dels homes».